# Bečka konvencija o pravu međunarodnih ugovora
Bečka konvencija o pravu međunarodnih ugovora kodificirala je postojeće običajno međunarodno pravo koje se odnosi na međunarodne ugovore. Usvojena je u Beču 22. svibnja 1969., a stupila je na snagu 27. siječnja 1980. godine. Bečka konvencija ima 116 država stranaka (stanje: ožujak 2018.), a Republika Hrvatska ju je prihvatila notifikacijom o sukcesiji glavnom tajniku UN-a.

## Povijest
U okviru rada Komisije za međunarodno pravo, kao stalnog pomoćnog tijela Opće skupštine sastavljenog od nezavisnih stručnjaka iz cijelog svijeta, 1949. godine pristupilo se izradi prve službene kodifikacije prava međunarodnih ugovora. Nakon osamnaestogodišnjeg rada Komisije i promjene četiri posebna izvjestitelja (James Brierly, Sir Hersch Lauterpacht, Sir Gerald Fitzmaurice i Sir Humphrey Waldock), koji su Komisiji podnijeli 17 izvještaja, Opća je skupština sazvala diplomatsku konferenciju radi usvajanja konvencije. 
Konferencija je rezultirala usvajanjem Bečke konvencije o pravu međunarodnih ugovora u Beču 22. svibnja 1969, kada je otvorena za potpisivanje. Stupila je na snagu 27. siječnja 1980. godine, tridesetoga dana od datuma polaganja trideset pete isprave o ratifikaciji ili pristupu.

## Značaj
Iako Bečka konvencija nije obuhvatila cjelokupno pravo međunarodnih ugovora, njezin značaj je što su brojne dileme razriješene njezinim preciznim pisanim propisima, koji su zadobili objektivan značaj i gotovo su svi prerasli u pravila općeg običajnog prava, a prihvaćaju ih i države koje nisu stranke Konvencije. 
Bečka konvencija nije pokrila sve slučajeve sklapanja ugovora pa se na njih primjenjuju propisi međunarodnog običajnog prava. Tako, primjerice, prema propisima međunarodnog ratnog prava, vojni zapovjednici mogu sklapati određene vrste sporazuma koji su u svezi s vojnim djelovanjem vojnih postrojbi koje su njima podređene (primirje, kapitulacija, razmjena zarobljenika i sl.). Oni su na to ovlašteni po svom položaju te im, na temelju propisa međunarodnog prava, ne trebaju punomoći za sklapanje takvih sporazuma. Osim toga, Bečka konvencija odnosi se isključivo na pisane ugovore. Usmeni ugovori ili ugovori sklopljeni znacima uređeni su običajnim pravom. Također, Bečka konvencija se ne odnosi na ugovore koje su ugovornice sklopile prije nego što je ona stupila na snagu.

## Poveznice
- Pravo međunarodnih ugovora
- Međunarodni ugovori

## Vanjske poveznice
- Bečka konvencija o pravu međunarodnih ugovora.